# 渋木綾乃
渋木 綾乃（しぶき あやの、現姓：八重樫、1941年3月29日 - ）は、日本の元女子バレーボール選手。1964年東京オリンピックバレーボール女子金メダリスト。

## 来歴
長野県岡谷市出身。1959年度（昭和34年度）に長野県岡谷東高等学校卒業後、ヤシカに所属。
東京オリンピック代表12名のうち、10名は日紡貝塚の選手。渋木はヤシカから唯一人、選出された。メンバー選考会では渋木の実戦向きなプレーと豊富なキャリアが評価されてメンバー入りが決定した。長野県出身者として初の金メダリストとなった。
東京オリンピック終了後（年代は不明）に結婚し、八重樫綾乃となった。

## 球歴
- 所属チーム履歴

岡谷東高校 → ヤシカ諏訪/ヤシカ
- 全日本代表としての主な国際大会出場歴
  - オリンピック - 1964年